# Franz Louis Ernst Carl von Ziegesar
Freiherr Franz Louis Ernst Carl von Ziegesar, auch Franz Ludwig Ernst Carl von Ziegesar (* 28. April 1749 auf Schloss Drackendorf; † 17. Dezember 1826), war ein Hofmarschall und Oberjägermeister im Herzogtum Sachsen-Meiningen.

## Leben

### Familie
Franz Louis Ernst Carl von Ziegesar war der Sohn des Oberjägermeisters Karl Siegmund von Ziegesar (* 14. September 1696 in Eschenau; † 22. Mai 1754 in Drackendorf) und dessen zweiter Ehefrau, Christiane Sophie Luise (* 9. November 1726 in Arnstadt; † 17. Mai 1781 in Rudolstadt) (geb. Freinn von Buttlar) aus Grumbach in der Nähe von Liebenstein; er hatte noch vier Geschwister, zu diesen gehörte unter anderem sein Halbbruder August Friedrich Karl von Ziegesar (* 5. April 1746 in Drackendorf, † 19. Dezember 1813 in Weimar), Kanzler des Herzogtums Sachsen-Gotha-Altenburg und danach bis zu seinem Tod Generallandschaftsdirektor in Weimar, aus der ersten Ehe seines Vaters mit Christiane Sophie (* 19. März 1722; † 16. Juni 1747 in Drackendorf), Tochter von August von Griesheim (1691–1733), Hof-, Justiz-, Konsistorial- und Landkammerrat in Zeitz
Sein jüngerer Bruder Ernst Carl von Ziegesar (* 1750 in Drakendorf; † 1794 in Paramaribo auf Suriname), war nassauischer Oberhofmeister und Herr auf Schierstein am Rhein.
Der Sohn seines Halbbruders August Friedrich Karl von Ziegesar war der spätere Jurist Anton von Ziegesar und die Tochter war Sylvie von Ziegesar (* 21. Juni 1785 auf Gut Drackendorf bei Jena; † 13. Februar 1858 in Großneuhausen bei Sömmerda), verheiratet mit dem späteren Allstädter Superintendenten Friedrich August Koethe (1781–1850).
Er heiratete 1774 in erster Ehe Antoinette Ulrika Wilhelmine (geb. von Pfaffenrath) aus Sonnefeld, die allerdings im Februar 1776 bei der Geburt eines Kindes verstarb.
Im Juli 1777 heiratete er in zweiter Ehe Karoline Elenore Albertine († 30. August 1831 in Wien) (geb. von Hendrich); gemeinsam hatten sie mehrere Kinder, darunter eine Tochter, Elisabeth von Ziegesar (* 9. Juli 1790; † 29. Juni 1822), die mit Hans Carl Leopold von Werthern (* 6. Dezember 1790 in Wiehe; † 31. Januar 1834 ebenda), großherzoglich sächsischer Kammerherr und Major, verheiratet war.

### Werdegang
Franz Louis Ernst Carl von Ziegesar wurde Page am weimarischen Hof und erhielt dort auch seinen Unterricht und seine Bildung; darauf wurde er zum Jäger beim Oberförster Johann Georg Christian Sckell in Troistedt ausgebildet.
Er erhielt am 1. Februar 1768 eine Anstellung bei der Herzogin Charlotte Amalie von Hessen-Philippsthal zum Hof- und Jagdjunker, 1770 wurde er zum Kammerjunker und Ende November 1771 zum Forstmeister ernannt. Im September 1772 erhielt er die vakant gewordene Hofjägerstelle und damit die Forstaufsicht im Amt Meiningen und im Amt Maßfeld sowie den Wildbannforst.
Während der gemeinschaftlichen Regierungszeit des Prinzen Karl und der Herzogin Charlotte Amalie erhielt er im Oktober 1777 das Prädikat als Oberforstmeister und im März 1781 wurde ihm die Direktion der Forste in sämtlichen Ämtern des Meininger Unterlandes, unter Aufsicht des Oberjägermeisters Eugen Georg August Gottfried Freiherr von Bibra (1743–1802) übertragen.
Im Februar 1781 ernannten ihn die beiden regierenden Prinzen Karl und Georg zum Hofmarschall; Ende 1792 beförderte ihn Herzog Georg zum Hofjägermeister und im Mai 1802 zum Oberjägermeister. Gleichzeitig mit dieser Beförderung erhielt er die Oberaufsicht über alle Meininger Forste und Wälder sowie die Aufsicht über die Jägerei; dazu wurde er Direktor des neu errichteten Oberforstamts sowie des Forstinstituts in Dreißigacker (heute Forstakademie Dreißigacker), an dem er auch unterrichtete. Zu seinen dortigen Schülern gehörte unter anderem Heinrich Ludwig Smalian.
1822 wurde er bei Beibehaltung seiner Besoldung in den Ruhestand versetzt.

## Mitgliedschaften
Franz Louis Ernst Carl von Ziegesar war Freimaurer und der Meister vom Stuhl bei der Loge Charlotte zu den drei Nelken in Meiningen.

## Ehrungen und Auszeichnungen
Franz Louis Ernst Carl von Ziegesar wurde mit dem Komturkreuz des großherzoglichen Weimarischen weißen Falkenordens ausgezeichnet.